# Saison 2 de Following
Chronologie
Saison 1 Saison 3
Cet article présente les épisodes de la deuxième saison de la série télévisée américaine Following (The Following).

## Généralités
- Aux États-Unis, la série est diffusée depuis le 19 janvier 2014 sur le réseau FOX[1].
- Au Canada, elle est diffusée en simultané sur le réseau CTV.
- En France, à partir du 28 janvier 2014 en VOD payante sur MYTF1 VOD (en V.O.S.T.F.R.)[réf. nécessaire].
- Au Québec, elle est diffusée depuis avril 2015 sur le réseau V.

## Synopsis
Joe Caroll, un tueur en série emprisonné à vie, utilise les réseaux sociaux afin de créer un réseau de meurtriers. Poursuivi par le FBI, il s'est acquis les services d'un ancien agent, Ryan Hardy, qui l'avait arrêté dix ans plus tôt. Ses crimes n'ont au début pas d'explication apparente en dehors de sa psychopathie, mais la suite de l'intrigue met en évidence la volonté de Caroll de créer une secte et de donner à ses crimes une bien plus grande échelle, sans qu'on sache réellement s'il a un but caché.
Caroll parsème tous ses crimes et ceux de ses adeptes de références à l'œuvre d'Edgar Allan Poe. Son réseau criminel semble illimité et il parait avoir recruté des adeptes dans les rangs même de la police.

## Distribution

### Acteurs principaux
- Kevin Bacon (VF : Philippe Vincent) : Ryan Hardy
- James Purefoy (VF : Bruno Magne) : Joe Carroll
- Shawn Ashmore (VF : Jean-Christophe Dollé) : agent Mike Weston
- Natalie Zea (VF : Margot Faure) : Claire Matthews (épisodes 9 à 15)
- Valorie Curry (VF : Maïa Michaud) : Emma Hill / Denise Harris (épisodes 1 à 14)
- Connie Nielsen (VF : Zaïra Benbadis) : Lily Gray (épisodes 1 à 13)
- Sam Underwood (VF : Romain Lemire) : Luke / Mark
- Jessica Stroup (VF : Karine Texier) : Max Hardy
- Tiffany Boone (VF : Jade Phan-Gia) : Mandy Lang (épisodes 1 à 12)

### Acteurs récurrents et invités
- Sprague Grayden (VF : Marjorie Frantz) : Carrie Cooke
- Valerie Cruz (VF : Emmanuelle Bondeville) : agent Gina Mendez (épisodes 1 à 9)
- James McDaniel : FBI Agent Ken Phillips (épisodes 1 et 2)
- Camille de Pazzis (VF : elle-même) : Giselle (épisodes 1 à 6)
- Susan Heyward (VF : Alice Taurand) : Hannah (épisodes 1 à 7)
- Kyle Barisich (VF : Sébastien Ossard) : agent Hopkins (épisodes 1 à 7)
- Keith Carradine : Barry (épisode 1)
- J. D. Williams (VF : Jean-Baptiste Anoumon) : Carlos (épisodes 1 à 3)
- Tehmina Sunny : Melissa (épisode 1)
- Carrie Preston (VF : Nathalie Duverne) : Judy (épisodes 1 à 3)
- Montego Glover (VF : Célia Rosich) : FBI analyst Lawrence (épisodes 3 à 7)
- Leslie Bibb : Jana Murphy (épisodes 4 et 9)
- Bambadjan Bamba (VF : Olivier Dote Doevi) : Algerian Sami (épisodes 4 à 6)
- Rita Markova (VF : Christine Braconnier) : Radmila (épisodes 4 à 6)
- Shane McRae (en) (VF : Thibault Dudin) : Robert (épisodes 7 à 14)
- Lee Tergesen : Kurt Bolen (épisode 7)
- Jake Weber (VF : Pierre Tessier) : Micah (épisodes 7 à 9)
- Jacinda Barrett (VF : Emmanuelle Rivière) : Julia (épisodes 7 à 9)
- Gregg Henry (VF : Thierry Buisson) : Dr Arthur Strauss (épisodes 8 et 10)
- Felix Solis (VF : Max Aulivier) : agent spécial Jeffrey Clarke (épisodes 10 à 15)
- Emily Kinney : Mallory (épisode 10)
- Mackenzie Marsh (VF : Julia Boutteville) : Tilda (épisodes 10 à 15)
- Carter Jenkins (VF : François Bérard) : Preston Tanner (épisodes 12 à 15)

## Épisodes

### Épisode 1:Résurrection
- États-Unis /  Canada : 19 janvier 2014 sur FOX[1] / CTV
- Belgique : 21 octobre 2014 sur La Une
- Suisse : 29 novembre 2014 sur RTS Un
- Québec : 9 avril 2015 sur V[2]

- États-Unis : 11,81 millions de téléspectateurs[3] (première diffusion)

- Valerie Cruz (Agent Gina Mendez)
- Camille de Pazzis (Giselle)
- James McDaniel (Agent Phillips)
- Keith Carradine (Barry)
- Tehmina Sunny (Melissa)
- J. D. Williams (Carlos)
- Carrie Preston (Judy)

### Épisode 2:Au nom de Joe
- États-Unis /  Canada : 27 janvier 2014 sur FOX / CTV
- Belgique : 21 octobre 2014 sur La Une
- Suisse : 29 novembre 2014 sur RTS Un
- Québec : 16 avril 2015 sur V

- États-Unis : 6,02 millions de téléspectateurs[4] (première diffusion)
- Canada : 1,326 million de téléspectateurs[5] (première diffusion + différé 7 jours)

- Valerie Cruz (Agent Gina Mendez)
- C.J. Wilson (Reverend Glenn)
- J. D. Williams (Carlos)
- Keith Carradine (Barry)
- Camille de Pazzis (Giselle)
- James McDaniel (Agent Phillips)
- Carrie Preston (Judy)
- James McCaffrey (David)

### Épisode 3:Une question de confiance
- États-Unis /  Canada : 3 février 2014 sur FOX / CTV
- Belgique : 28 octobre 2014 sur La Une
- Suisse : 6 décembre 2014 sur RTS Un
- Québec : 23 avril 2015 sur V

- États-Unis : 5,84 millions de téléspectateurs[6] (première diffusion)
- Canada : 1,467 million de téléspectateurs[7] (première diffusion + différé 7 jours)

- Valerie Cruz (Agent Gina Mendez)
- Carrie Preston (Judy)
- J. D. Williams (Carlos)
- Camille de Pazzis (Giselle)

### Épisode 4:Les Enfants de Lilly
- États-Unis /  Canada : 10 février 2014 sur FOX / CTV
- Belgique : 28 octobre 2014 sur La Une
- Suisse : 6 décembre 2014 sur RTS Un
- Québec : 30 avril 2015 sur V

- États-Unis : 4,76 millions de téléspectateurs[8] (première diffusion)
- Canada : 1,314 million de téléspectateurs[9] (première diffusion + différé 7 jours)

- Valerie Cruz (Agent Gina Mendez)
- James McCaffrey (David Roland)
- Camille de Pazzis (Giselle)
- Bambadjan Bamba (Sami)
- Leslie Bibb (Jana Murphy)
- Susan Heyward (Hannah)

### Épisode 5:Corps à corps
- États-Unis /  Canada : 17 février 2014 sur FOX / CTV
- Belgique : 4 novembre 2014 sur La Une
- Suisse : 13 décembre 2014 sur RTS Un
- Québec : 7 mai 2015 sur V

- États-Unis : 5,19 millions de téléspectateurs [10] (première diffusion)
- Canada : 1,395 million de téléspectateurs[11] (première diffusion + différé 7 jours)

- Valerie Cruz (Agent Gina Mendez)
- Camille de Pazzis (Giselle)
- Bambadjan Bamba (Sami)
- Wendy Hoopes (Bella)

### Épisode 6:La Fille de l'air
- États-Unis /  Canada : 24 février 2014 sur FOX / CTV
- Belgique : 4 novembre 2014 sur La Une
- Suisse : 13 décembre 2014 sur RTS Un
- Québec : 14 mai 2015 sur V

- États-Unis : 4,61 millions de téléspectateurs[12] (première diffusion)
- Canada : 1,241 million de téléspectateurs[13] (première diffusion + différé 7 jours)

- Valerie Cruz (Agent Gina Mendez)
- Camille de Pazzis (Giselle)
- Bambadjan Bamba (Sami)

### Épisode 7:Sacrifices
- États-Unis /  Canada : 3 mars 2014 sur FOX / CTV
- Belgique : 11 novembre 2014 sur La Une
- Suisse : 20 décembre 2014 sur RTS Un
- Québec : 21 mai 2015 sur V

- États-Unis : 5,16 millions de téléspectateurs[14] (première diffusion)

- Valerie Cruz (Agent Gina Mendez)
- Lee Tergesen (Kurt)
- Shane McRae (Robert)
- Jake Weber (Micah)
- Jacinda Barrett (Julia)

### Épisode 8:Le Messager
- États-Unis /  Canada : 10 mars 2014 sur FOX / CTV
- Belgique : 11 novembre 2014 sur La Une
- Suisse : 20 décembre 2014 sur RTS Un
- Québec : 28 mai 2015 sur V

- États-Unis : 4,84 millions de téléspectateurs[15] (première diffusion)
- Canada : 1,269 million de téléspectateurs[16] (première diffusion + différé 7 jours)

- Shane McRae (Robert)
- Jake Weber (Micah)
- Jacinda Barrett (Julia)

### Épisode 9:Le Masque tombe
- États-Unis /  Canada : 17 mars 2014 sur FOX / CTV
- Belgique : 18 novembre 2014 sur La Une
- Suisse : 27 décembre 2014 sur RTS Un
- Québec : 4 juin 2015 sur V

- États-Unis : 3,95 millions de téléspectateurs[17] (première diffusion)
- Canada : 1,325 million de téléspectateurs[18] (première diffusion + différé 7 jours)

- Shane McRae (Robert)
- Jake Weber (Micah)
- Jacinda Barrett (Julia)
- Sprague Grayden (Carrie Cooke)
- David Call (Lance)
- Valerie Cruz (Agent Gina Mendez)
- Leslie Bibb (Jana)

### Épisode 10:Soldats de sang
- États-Unis /  Canada : 24 mars 2014 sur FOX / CTV
- Belgique : 18 novembre 2014 sur La Une
- Suisse : 27 décembre 2014 sur RTS Un
- Québec : 11 juin 2015 sur V

- États-Unis : 4,07 millions de téléspectateurs[19] (première diffusion)
- Canada : 1,288 million de téléspectateurs[20] (première diffusion + différé 7 jours)

- Shane McRae (Robert)
- Sprague Grayden (Carrie Cooke)
- Emily Kinney (Mallory)
- Josh Salatin (Lucas)
- Theo Stockman (Patrick)
- Mackenzie Marsh (Tilda)
- Felix Solis (Agent Clarke)
- Gregg Henry (Dr Strauss)
- Pico Alexander (Joe jeune)
- John Lafayette (Captain Turner)

### Épisode 11:Liberté
- États-Unis /  Canada : 31 mars 2014 sur FOX / CTV
- Belgique : 25 novembre 2014 sur La Une
- Suisse : 27 décembre 2014 sur RTS Un
- Québec : 18 juin 2015 sur V

- États-Unis : 4,17 millions de téléspectateurs[21] (première diffusion)

- Shane McRae (Robert)
- Sprague Grayden (Carrie Cooke)
- John Lafayette (Captain Turner)
- Felix Solis (Agent Clarke)
- Tom Patrick Stephens (Decklan)
- Florence Faivre (Serena)

### Épisode 12:Trahison
- États-Unis /  Canada : 7 avril 2014 sur FOX / CTV (sauf CTV Montréal, déplacé au samedi)
- Belgique : 25 novembre 2014 sur La Une
- Suisse : 3 janvier 2015 sur RTS Un
- Québec : 25 juin 2015 sur V

- États-Unis : 4,41 millions de téléspectateurs[22] (première diffusion)
- Canada : 1,174 million de téléspectateurs[23] (première diffusion + différé 7 jours)

- Shane McRae (Robert)
- Sprague Grayden (Carrie Cooke)
- Mackenzie Marsh (Tilda)
- Josh Salatin (Lucas)
- Liza De Weerd (Angela)
- Felix Solis (Agent Clarke)
- Carter Jenkins (Preston Tanner)
- Tom Cavanagh (Kingston Tanner)
- John Lafayette (Captain Turner)

### Épisode 13:Frères ennemis
- États-Unis /  Canada : 14 avril 2014 sur FOX / CTV
- Belgique : 2 décembre 2014 sur La Une
- Suisse : 3 janvier 2015 sur RTS Un
- Québec : 2 juillet 2015 sur V

- États-Unis : 4,36 millions de téléspectateurs[24] (première diffusion)
- Canada : 1,306 million de téléspectateurs[25] (première diffusion + différé 7 jours)

- Shane McRae (Robert)
- Sprague Grayden (Carrie Cooke)
- Mackenzie Marsh (Tilda)
- Felix Solis (Agent Clarke)
- Carter Jenkins (Preston Tanner)
- Tom Cavanagh (Kingston Tanner)
- Connor Fox (Jason)
- Kaija Matiss (Courtney)

### Épisode 14:La Mort en direct
- États-Unis /  Canada : 21 avril 2014 sur FOX / CTV
- Belgique : 2 décembre 2014 sur La Une
- Suisse : 10 janvier 2015 sur RTS Un
- Québec : 9 juillet 2015 sur V

- États-Unis : 4,42 millions de téléspectateurs[26] (première diffusion)
- Canada : 1,347 million de téléspectateurs[27] (première diffusion + différé 7 jours)

- Shane McRae (Robert)
- Sprague Grayden (Carrie Cooke)
- Mackenzie Marsh (Tilda)
- Liza de Weerd (Angela)
- Felix Solis (Agent Clarke)
- Carter Jenkins (Preston)
- Tom Cavanagh (Kingston)
- Connor Fox (Jason)
- Ezra Knight (Roman)

### Épisode 15:Travail d'équipe
- États-Unis /  Canada : 28 avril 2014 sur FOX[28] / CTV
- Belgique : 9 décembre 2014 sur La Une
- Suisse : 10 janvier 2015 sur RTS Un
- Québec : 16 juillet 2015 sur V

- États-Unis : 4,81 millions de téléspectateurs[29] (première diffusion)
- Canada : 1,32 million de téléspectateurs[30] (première diffusion + différé 7 jours)

- Sprague Grayden (Carrie Cooke)
- Mackenzie Marsh (Tilda)
- Felix Solis (Agent Clarke)
- Carter Jenkins (Preston)
- Connor Fox (Jason)

## Audiences aux États-Unis
| N° d'épisode | Titre original | Titre français            | Chaîne | Date de diffusion originale | Audience (en millions de téléspectateurs) | Pdm sur les 18-49 ans |
| ------------ | -------------- | ------------------------- | ------ | --------------------------- | ----------------------------------------- | --------------------- |
| 1            | Resurrection   | Resurrection              | FOX    | 19 janvier 2014             | 11.18                                     | 4.4                   |
| 2            | For Joe        | Au nom de Joe             | FOX    | 27 janvier 2014             | 6.02                                      | 2.0                   |
| 3            | Trust Me       | Une question de confiance | FOX    | 3 février 2014              | 5.84                                      | 1.9                   |
| 4            | Family Affair  | Les Enfants de Lilly      | FOX    | 10 février 2014             | 4.76                                      | 1.7                   |
| 5            | Reflection     | Corps à corps             | FOX    | 17 février 2014             | 5.19                                      | 1.7                   |
| 6            | Fly Away       | La Fille de l'air         | FOX    | 24 février 2014             | 4.61                                      | 1.6                   |
| 7            | Sacrifice      | Sacrifice                 | FOX    | 3 mars 2014                 | 5.16                                      | 1.9                   |
| 8            | The Messenger  | Le messager               | FOX    | 10 mars 2014                | 4.84                                      | 1.5                   |
| 9            | Unmasked       | Le masque tombe           | FOX    | 17 mars 2014                | 3.95                                      | 1.4                   |
| 10           | Teacher's Pet  | Soldats de sang           | FOX    | 24 mars 2014                | 4.07                                      | 1.4                   |
| 11           | Freedom        | Liberté                   | FOX    | 31 mars 2014                | 4.17                                      | 1.4                   |
| 12           | Betrayal       | Trahison                  | FOX    | 7 avril 2014                | 4.41                                      | 1.4                   |
| 13           | The Reaping    | Frères ennemis            | FOX    | 14 avril 2014               | 4.36                                      | 1.4                   |
| 14           | Silence        | La Mort en direct         | FOX    | 21 avril 2014               | 4.42                                      | 1.4                   |
| 15           | Forgive        | Travail d'équipe          | FOX    | 28 avril 2014               | 4.81                                      | 1.5                   |